# Wyoming County (New York)
Wyoming County ist ein County im Bundesstaat New York der Vereinigten Staaten. Bei der Volkszählung im Jahr 2020 hatte Wyoming County 40.531 Einwohner und eine Bevölkerungsdichte von 26,4 Einwohnern pro Quadratkilometer. Der Verwaltungssitz (County Seat) ist Warsaw.

## Geographie
Das County hat eine Fläche von 1.544,4 Quadratkilometern, wovon 9,2 Quadratkilometer Wasserfläche sind.

### Umliegende Gebiete
| Erie County        | Genesee County  | Livingston County |
| Erie County        |                 | Livingston County |
| Cattaraugus County | Allegany County | Allegany County   |

## Geschichte
Wyoming County wurde am 19. Mai 1841 von Genesee County abgetrennt. Damit waren die administrativen Teilungen im Westteil des Bundesstaates New York abgeschlossen.
Zum 21. April 2017 waren im 19 Anwesen und 7 Historic Districts in das National Register of Historic Places eingetragen.

### Einwohnerentwicklung
| Jahr      | 1800   | 1810   | 1820   | 1830   | 1840   | 1850   | 1860   | 1870   | 1880   | 1890   |
| --------- | ------ | ------ | ------ | ------ | ------ | ------ | ------ | ------ | ------ | ------ |
| Einwohner | –      | –      | –      | –      | –      | 31.981 | 31.968 | 29.164 | 30.907 | 31.193 |
| Jahr      | 1900   | 1910   | 1920   | 1930   | 1940   | 1950   | 1960   | 1970   | 1980   | 1990   |
| Einwohner | 30.413 | 31.880 | 30.314 | 28.764 | 31.349 | 32.822 | 34.793 | 37.688 | 39.895 | 42.507 |
| Jahr      | 2000   | 2010   | 2020   | 2030   | 2040   | 2050   | 2060   | 2070   | 2080   | 2090   |
| Einwohner | 43.424 | 42.155 | 40.531 |        |        |        |        |        |        |        |

## Städte und Ortschaften
Zusätzlich zu den unten angeführten selbständigen Gemeinden gibt es im Wyoming County mehrere villages.
| Ortschaft     | Status | Einwohner (2010) | Gesamte Fläche [km²] | Landfläche [km²] | Bevölkerungsdichte [Einwohner / km²] | Gründung      | Besonderheit                                                   |
| ------------- | ------ | ---------------- | -------------------- | ---------------- | ------------------------------------ | ------------- | -------------------------------------------------------------- |
| Arcade        | town   | 4.205            | 122,0                | 121,7            | 34,6                                 | 6. März 1818  | Gegründet unter dem Namen China; umbenannt am 9. November 1869 |
| Attica        | town   | 7.702            | 93,3                 | 92,5             | 83,3                                 | 4. Apr. 1811  |                                                                |
| Bennington    | town   | 3.359            | 143,1                | 142,6            | 23,6                                 | 6. März 1818  |                                                                |
| Castile       | town   | 2.906            | 99,4                 | 95,8             | 30,3                                 | 27. Feb. 1821 |                                                                |
| Covington     | town   | 1.232            | 67,7                 | 67,7             | 45,6                                 | 31. Jan. 1817 |                                                                |
| Eagle         | town   | 1.192            | 94,5                 | 94,0             | 12,7                                 | 21. Jan. 1823 |                                                                |
| Gainesville   | town   | 2.182            | 92,5                 | 92,1             | 23,7                                 | 25. Feb. 1814 | Gegründet unter dem Namen Hebe; umbenannt am 17. April 1816    |
| Genesee Falls | town   | 438              | 40,7                 | 40,4             | 10,8                                 | 1. Apr. 1846  |                                                                |
| Java          | town   | 2.057            | 122,6                | 122,1            | 16,8                                 | 20. Apr. 1832 |                                                                |
| Middlebury    | town   | 1.441            | 92,4                 | 92,3             | 15,6                                 | 20. März 1812 |                                                                |
| Orangeville   | town   | 1.355            | 92,3                 | 92,1             | 14,7                                 | 14. Feb. 1816 |                                                                |
| Perry         | town   | 4.616            | 94,9                 | 94,3             | 49,0                                 | 11. März 1814 |                                                                |
| Pike          | town   | 1.114            | 80,9                 | 80,5             | 13,8                                 | 6. März 1818  |                                                                |
| Sheldon       | town   | 2.409            | 122,7                | 122,6            | 19,6                                 | 19. März 1808 |                                                                |
| Warsaw        | town   | 5.064            | 91,9                 | 91,7             | 55,2                                 | 19. März 1808 | County Seat                                                    |
| Wethersfield  | town   | 883              | 93,5                 | 92,7             | 9,5                                  | 12. Apr. 1823 |                                                                |